# Nineteenth-Century Literature
Nineteenth-Century Literature (NCL) est une revue littéraire publié par l'University of California Press. Elle publie des articles sur la littérature britannique et américaine au XIXe siècle. Le journal a été créé en 1945 sous le nom de Trollopian, changeant de nom en 1949 au profit de XIXe siècle Fiction, avant d'être rebaptisé Nineteenth-Century Literature en 1985.

## Contenu
Elle propose des articles dans les domaines des études littéraires, de l'histoire, des études de psychologie, des  études culturelles, et d'urbanisme. Le journal est disponible en ligne sur JSTOR. Les rédacteurs en chef sont Jonathan Grossman (en) (University of California, Los Angeles) et Saree Makdisi (en).